# Isabella Teotochi Albrizzi
Pour les articles homonymes, voir Albrizzi.
Isabella Marin Teotochi Albrizzi, née Elisabetta Teotochi (née à Corfou en 1760, morte à Venise le 27 septembre 1836) est une auteure italienne, amatrice d'art, qui tenait un célèbre salon littéraire à Venise.

## Biographie
Issue de la famille Théotokis, de la noblesse corfiotes, elle reçoit une bonne éducation et est introduite à la littérature italienne et française. À seize ans, le 10 avril 1776, elle épouse un patricien vénitien, Carlo Antonio Marin (it) et s'installe à Venise après la naissance de leur fils, Giambattista Marin (it) en 1777. C'est là qu'elle tient son salon littéraire fréquenté par l'élite intellectuelle de l'époque, tels qu'Ippolito Pindemonte (qui lui dédiera des œuvres poétiques, il l'appelait Temira), Antonio Canova, Aurelio di Giorgi Bertola, Chateaubriand, Madame de Staël, Ugo Foscolo, Lord Byron et Vittorio Alfieri.

En 1794, à trente quatre ans, elle a une liaison avec Ugo Foscolo, alors âgé de seize ans.
En 1788 elle fait la connaissance de Vivant Denon, venu vivre à Venise, et se lie d'amitié avec lui. Denon quittera Venise en 1793 mais leur échange de lettres durera jusqu'à la mort de ce dernier.
En novembre 1796, elle se remarie en secret avec Giovanni Battista VI Albrizzi (it) et transfère son salon dans sa maison de campagne (l'actuelle Villa Franchetti (it), à San Trovaso (it) di Preganziol). Le couple à un fils, Giovanni Battista Giuseppe Albrizzi (it) (1799-1860). Elle publie en 1807 I Ritratti (it), le portrait des différentes personnalités qui ont fréquenté son salon, parmi lesquels Ippolito Pindemonte, Antonio Canova, Ugo Foscolo, Lord Byron, Melchiorre Cesarotti, Vittorio Alfieri, Vivant De Non. Quelques lettres d'Isabelle nous sont parvenues.
Lord Byron dira d'elle dans une de ses lettres : « La comtesse Albrizzi, que j'ai citée, est la de Staël de Venise ; plus très jeune, mais très cultivée, simple, naturelle, très aimable avec les nouveaux venus, et, à ce que je crois, pas du tout dissolue, contrairement à la plupart des femmes. On lui doit un excellent ouvrage sur l'œuvre de Canova, ainsi qu'un volume de Caractères, entre autres publications. Elle est originaire de Corfou, mais elle a épousé un Vénitien mort — je veux dire mort depuis ».

## Sources
- (it) Cet article est partiellement ou en totalité issu de l’article de Wikipédia en italien intitulé « Isabella Teotochi Albrizzi » (voir la liste des auteurs).